# That Lucky Old Sun (Just Rolls Around Heaven)
"That Lucky Old Sun (Just Rolls Around Heaven)" lub "That Lucky Old Sun" to popularna piosenka, napisana w 1949 roku przez Havena Gillespie'a i Beasleya Smitha.
Piosenka największy sukces odniosła w wykonaniu Frankiego Laine'a. Wersja ta w 1949 roku uplasowała się na szczycie notowania Billboard Hot 100, na którym w sumie utrzymywała się przez 22 tygodnie.
Utwór w wykonaniu Vaughna Monroego przez 14 tygodni utrzymywał się w zestawieniu Billboardu, a najwyższym miejscem jakie osiągnął było #9.
"That Lucky Old Sun" w wersji Louisa Armstronga przez 3 tygodnie pozostawała na liście Billboardu, a najwyższym miejscem jakie osiągnęła było #24.
Piosenka w wykonaniu Franka Sinatry uplasowała się na pozycji #16 notowania Billboardu.
Utwór został nagrany przez Raya Charlesa i wydany w 1963 roku na jego albumie Ingredients in a Recipe for Soul. Ukazał się on także jako utwór bonusowy na reedycji jego płyty Modern Sounds in Country and Western Music.
Willie Nelson wydał swoją wersję piosenki na albumie The Sound in Your Mind, a także jako bonusowy utwór na reedycji płyty Stardust: 30th Anniversary Legacy Edition.
Johnny Cash własną wersję "That Lucky Old Sun" wydał na albumie American III: Solitary Man w 2000 roku.
Jerry Lee Lewis nagrał swoją wersję piosenki na potrzeby filmu "Great Balls of Fire" z 1989 roku. W tej wersji nie ma żadnych innych instrumentów poza fortepianem granym przez Lewisa.